# Сент-Джон, Вернон, 6-й виконт Болингброк
Вернон Генри Сент-Джон, 6-й виконт Болингброк (англ. Vernon Henry St John, 6th Viscount Bolingbroke; 15 марта 1896 — 1 мая 1974) — британский пэр.
Титулы: 6-й виконт Болингброк в графстве Линкольншир (с 7 ноября 1899 года), 7-й виконт Сент-Джон из Баттерси в графстве Суррей (с 7 ноября 1899), 7-й барон Сент-Джон из Баттерси в графстве Суррей (с 7 ноября 1899), 10-й баронет Сент-Джон из Лидьярд-Трегоза в графстве Уилтшир и 6-й барон Сент-Джон из Лидьярд-Трегоза в графстве Уилтшир (с 7 ноября 1899 года).

## Биография
Родился в Бате 15 марта 1896 года. Младший сын Генри Сент-Джона, 5-го виконта Болингброка (1820—1899) и его жены Элизабет Эмили Говард (? — 1940), бывшей прислуги. Хотя у пары было трое мальчиков, Вернон Генри был единственным, кто был законнорожденным и, таким образом, унаследовал титул виконта Болингброк.
После смерти 5-го виконта и раскрытия информации о браке и детях Мэри Говард, теперь вдовствующая виконтесса Болингброк, переехала на постоянное жительство в Лидьярд-Парк, семейную резиденцию Болингброк за пределами деревни Лидьярд-Трегоз в Уилтшире, со своими сыновьями и кузеном Эдвардом Хискоком, которого она назначила своим доверенным лицом и управляющим поместьем. Никто из детей не должен был получить формального образования, и за ними присматривала вереница медсестер и нянек. Вернон Генри провел все свое детство в Лидьярде, в то время как его старшие братья уехали в первые годы 20-го века.
Вернон Сент-Джон поступил на военную службу рядовым в 1917 году, вскоре после своего совершеннолетия. Он служил в 6-м Дорсетширском полку и участвовал в различных конфликтах, включая Ре и Пашендейл, прежде чем был демобилизован за неделю до перемирия.

## Претензия на пэрство (1922—1926)
Дело снова оказалось в заголовках национальных газет в 1922 году, когда Вернон Сент-Джон подал прошение в Палату лордов о признании его 6-м виконтом Болингброком. Во время слушаний в Палате лордов свидетели были подвергнуты перекрестному допросу, и были раскрыты многие подробности о семье.
После длительного перерыва в 1926 году Вернон Сент-Джон был официально признан 6-м виконтом Болингброком.
Во время Второй мировой войны Лидьярд-Парк был реквизирован для различных военных целей. После смерти матери Вернон переехал из родового дома, который был в процессе продажи Swindon Corporation. Он поселился в Рингвуде, Хэмпшир, где подружился с историком искусств Рупертом Ганнисом.

## Личная жизнь
15 июня 1950 года Вернон Сент-Джон женился на Валезине Фрохоук, дочери известного лепидоптеролога Уильяма Фрохоука. Брак был расторгнут в 1952 году после заявлений Валезины о неразумном поведении ее мужа, которое, по мнению многих , было следствием контузии, полученной им во время службы в армии.
6-й виконт Болингброк скончался 1 мая 1974 года в возрасте 78 лет в Кроу-Хилл, недалеко от Рингвуда в Хэмпшире. Ему наследовал его дальний родственник, Кеннет Сент-Джон, 7-й виконт Болингброк и 8-й виконт Сент-Джон (1927—2010).